# Le Pays maudit
Le Pays maudit est la dix-neuvième histoire de la série Johan et Pirlouit de Peyo. Elle est publiée pour la première fois du no 1235 au no 1276 du journal Spirou, puis sous forme d'album en 1964.
C'est la seule histoire de cette série à laquelle quelqu'un d'autre que Peyo a travaillé : il s'agit de Francis Bertrand, qui devait veiller à ce que l'histoire fût finie à temps.
L'intérieur de la gorge du dragon dans le récit se fonde sur une idée d'Yvan Delporte — qui en avait tiré une certaine fierté.

## Résumé
Une troupe de saltimbanques arrive au château du roi pour essayer de le divertir car le souverain est déprimé. Aucun de leurs numéros n’y réussit, et finalement le chef de la troupe montre une créature dont il affirme qu’elle est exceptionnelle, mais on s’aperçoit que c’est un petit Schtroumpf ; le chef de la troupe l’avait acheté pour deux écus à quelqu’un qui l’avait trouvé à moitié-mort. Comme, selon la loi, un esclave peut racheter sa liberté s'il rembourse son acheteur, Johan donne deux écus au petit Schtroumpf qui paye ainsi le chef de la troupe.
Le roi commence à s'animer un peu, piqué par la curiosité que provoque chez lui le petit Schtroumpf, ce dernier tente d'expliquer pourquoi il a quitté le Pays maudit, mais comme il parle en langage schtroumpf, on n’y comprend rien, sauf qu’il est beaucoup question d’un « schtroumpf qui schtroumpfe du schtroumpf ». Johan en déduit tout de même que quelque chose d’inquiétant se passe au Pays maudit et il se résout à y aller avec Pirlouit. Le roi décide de les accompagner pour mettre fin à sa mélancolie et sa dépression, mais il ne fait que les mettre en retard.
Johan, Pirlouit, le petit Schtroumpf et le roi se rendent chez Homnibus pour qu’il les transporte au Pays maudit. Homnibus a pris froid et a la fièvre ; il utilise sa boule de cristal pour savoir ce qu’est ce « schtroumpf qui schtroumpfe du schtroumpf » mais il peut seulement voir le village schtroumpf en ruines et le Grand Schtroumpf enchainé. L'effort a épuisé Homnibus déjà malade, et il se sent incapable de transporter ses hôtes par la pensée. Johan décide qu’ils iront le lendemain matin au Pays maudit et, en attendant, Homnibus fait préparer la chambre d'hôtes à Olivier. Le lendemain matin, avant le départ de Johan et de ses compagnons, Homnibus leur donne un bâton magique qui fait jaillir de l'eau si on la frappe sur le sol en disant « Alakazam ».
Johan et les trois autres doivent traverser une épaisse forêt, jusqu'à ce qu’ils arrivent à un marécage. Lorsque Johan essaie de le franchir, il s'enfonce dans la boue mouvante, mais Pirlouit et le roi arrivent à le sauver avec un tronc d’arbre, et ils continuent ensemble leur chemin sur un radeau. Ensuite, ils doivent traverser le désert où ils découvrent que le bâton magique ne donne que de l'eau salée. Enfin ils arrivent à un ruisseau où ils peuvent boire. Après avoir traversé des montagnes glacées de cristal ils atteignent enfin le Pays maudit, où Pirlouit jette le bâton magique qu’il croit inutile.
Le village des Schtroumpfs est en ruines et il n'y a aucune trace des Schtroumpfs. Mais ils ne mettent pas longtemps avant de découvrir que « le schtroumpf qui schtroumpfe du schtroumpf » est en fait un dragon qui crache du feu. Le dragon s’empare du roi et l’emporte au-delà d'une colline.
À quelques lieues de là, le dragon vient retrouver son maître, un homme du nom de Monulf. Quand le roi lui dit que Johan et Pirlouit vont venir à son secours, Monulf envoie son dragon, Fafnir, à leur recherche. Johan, Pirlouit et le petit Schtroumpf qui venait avec eux réussissent à se cacher de Fafnir et découvrent une grotte. À l'intérieur ils retrouvent les autres Schtroumpfs, que Monulf oblige à extraire des diamants. Quand Monulf s’en va, Johan et Pirlouit sortent de leurs cachettes et le petit Schtroumpf retrouve les siens. Un des Schtroumpfs raconte alors toute l'histoire : Monulf est arrivé avec son dragon au Pays maudit et a rasé le village pour terroriser les Schtroumpfs, il a attrapé ensuite le Grand Schtroumpf et a menacé de lui couper la tête s’ils ne lui obéissaient pas et ne récoltaient pas des diamants pour lui. Johan et Pirlouit cherchent le Grand Schtroumpf dans la grotte tandis que les Schtroumpfs continuent à travailler pour ne pas donner l’éveil. Pirlouit se perd et Monulf le capture tandis que Johan découvre le repaire de Monulf dans la grotte, où il y a toute une fortune en diamants. Monulf essaie de l’attaquer par surprise, mais c’est Johan qui gagne et le ligote avec un fouet.
Monulf conduit Johan jusqu’au cachot, où notre ami libère le Grand Schtroumpf, Pirlouit et le roi. Le Grand Schtroumpf retrouve enfin ses Schtroumpfs. Cependant, personne ne peut quitter la grotte, puisque Fafnir attend à la sortie. Un Schtroumpf trouve une autre issue qui est trop petite pour des humains, mais qui permet aux Schtroumpfs d’aller chercher de la nourriture. Le Schtroumpf bêta croit apporter des coings, mais c'est en réalité du pavot, ce qui donne à Johan l'idée de demander aux Schtroumpfs d’apporter davantage de pavots pour faire de la soupe dans un chaudron et la laisser devant la sortie pour Fafnir, afin qu’il s’endorme quand il l’aura consommée.
Il serait très dangereux de laisser le dragon se réveiller, mais il est invulnérable : impossible de le tuer. Le Grand Schtroumpf croit que la solution est de lui enlever le pouvoir de cracher du feu, et Johan envoie Pirlouit récupérer le bâton magique. Quand Pirlouit l’apporte, Johan en coupe un morceau qui a toujours les mêmes propriétés magiques, mais peut être manipulé par un Schtroumpf. Faute d’avoir trouvé un volontaire, le Grand Schtroumpf entre dans la bouche de Fafnir avec sa baguette magique, mais Fafnir se réveille et Monulf lui donne l’ordre d'attaquer. Heureusement, Fafnir n’arrive plus maintenant à cracher que de l'eau... en même temps qu’il recrache le Grand Schtroumpf qui avait donc réussi. Maintenant qu’il ne peut plus cracher du feu, Fafnir devient doux comme un agneau.
Tandis que les Schtroumpfs commencent à reconstruire leur village, Johan, Pirlouit et le roi montent sur le dos de Fafnir avec Monulf qui est leur prisonnier. Le Grand Schtroumpf leur donne les sacs de diamants de Monulf, mais ils sont trop lourds à porter.
Sur le chemin de retour vers le château, Johan et ses amis retrouvent les saltimbanques du début de l’histoire et Johan vend Fafnir au chef de la troupe pour deux écus, la somme exacte qu'il avait dû accepter pour la libération de son Schtroumpf. La dernière image nous montre le roi qui, dans le château, accuse Pirlouit d’avoir joué avec le bâton magique. Pirlouit prend un air innocent, mais on constate que le château est inondé.

## Publication

### Adaptation
- Cet album a été adapté dans la mini-série animée Johan & Pirlouit, apparue et incluse elle-même dans la série animée Les Schtroumpfs, créée par Hanna-Barbera en 1981, diffusée pour la première fois en 1982, où le sénéchal, Olivier, les montagnes de cristal et Dame Barbe n'apparaissent pas dans cet épisode. Parmi les autres modifications apporté à l'histoire, le schtroumpf sans nom à qui Johan permet de s'affranchir est remplacé par le Schtroumpf costaud et la Schtroumpfette, les insultes de Monulf ont été retirées, et Fafnir n'est pas donné aux saltimbanques à la fin. L'état d'Homnibus, qui ne permet pas aux protagonistes d'arriver directement au village, n'est quant à lui que suggéré par l'écharpe qu'il porte durant l'épisode.

## Accusations d'antisémitisme
C’est Yvan Delporte qui a suggéré à Peyo d’utiliser des lettres yiddish pour les injures du bandit Monulf. L'idée était d'innover dans l'utilisation de caractères incompréhensibles, suggérant que les injures étaient censurées. Dans un dessin Monulf s’écrie : « Belzébuth », écrit en yiddish, quoiqu'un véritable utilisateur du yiddish ne l'aurait pas écrit ainsi.
Par ailleurs Monulf a un nez crochu et est petit. Il s'agit d'une polémique récurrente dans le cas de Peyo : certains de ses méchants sont dessinés avec les traits habituels des juifs dans les caricatures antisémites. Mais rien n'indique que les méchants soient juifs pour autant, et les proches de Peyo ont toujours démenti tout antisémitisme de sa part.
Certains sont allés jusqu'à reconnaitre dans Monulf René Goscinny, qui était d'origine juive, mais l'intéressé lui-même haussait les épaules : ce n’était pas le genre de Peyo. Le nom de Monulf d’ailleurs vient du  prince-évêque de Liège Monulphe de Maastricht, donc ne représente certainement pas un juif.
Comme pour l'utilisation du nom « Azraël », il faut souligner que les clins d'œil à la culture juive viennent en général de Delporte, familier avec cette culture pour être lui-même marié à une juive.

## Remarque
On retrouvera le dragon Fafnir dans l'album 36 de la série Les Schtroumpfs, Les Schtroumpfs et le Dragon du lac, paru en 2018 soit 54 ans plus tard. Dans cette aventure, on apprend que depuis la fin de l'album Le Pays maudit, Fafnir a été racheté aux saltimbanques par un vieux baron.
En outre, Johan et Pirlouit apparaissent aussi brièvement le temps d'une case flashback lorsque les Schtroumpfs découvrent Fafnir, marquant leur mention pour la première fois dans la série des Schtroumpfs  depuis sa création par Peyo en 1958 avec le premier album de la série, Les Schtroumpfs noirs, sorti en 1963. Ils auront certes eu avant cela une apparition dans l'album Les Schtroumpfeurs de flûte sorti en 2008, mais l'album est un hors-série de la série principale.